# 부비에붉은콜로부스
부비에붉은콜로부스(Piliocolobus bouvieri)는 붉은콜로부스 원숭이의 일종이다. 콩고공화국의 콩고강 오른쪽 지역에서 발견된다. 한때는 적도기니의 비오코섬에서 서식하는 페넌트콜로부스의 아종으로 간주했지만, 2007년 콜린 그로브스가 별도의 종으로 독립시켰다.  40년 동안 목격 사례가 없던 콩고공화국에서 2015년에 다시 발견했다. 학명은 프랑스 동물학자 부비에(Aimé Bouvier)의 이름에서 유래했다.

## 특징
부비에붉은콜로부스는 몸에 갈색빛이 도는 붉은색 털을 가지고 있으며, 가장 가까운 친척인 페넌트콜로부스보다 털 색이 옅다. 머리에는 검은색에서 초콜릿색에 가까운 갈색 털이 있는데, 페넌트콜로부스보다 작다. 턱과 수염은 흰색이다. 눈 위에서 관자놀이까지 검은 털띠가 뻗어 있다. 눈은 크고 분홍색 눈테로 둘러싸여 있다. 부비에붉은콜로부스의 꼬리는 작은 몸에 비해 길며, 꼬리 뿌리는 짙은 갈색이고 끝으로 갈수록 갈색빛이 도는 붉은색으로 변한다. 아랫면의 털은 등쪽 털보다 옅다. 부비에붉은콜로부스는 개체마다 얼굴 색깔이 상당히 다른 것으로 알려져 있으며, 뺨과 눈썹이 검은색을 띤 밝은 살색부터 코와 입술을 제외한 얼굴 전체가 어두운 색조를 띤 것까지 다양하다.
부비에붉은콜로부스는 알리마강과 우방기강 어귀 사이, 콩고강을 둘러싼 습지 숲에 서식한다. 인간에 대한 두려움을 보이지 않아 부시미트 사냥꾼의 쉬운 표적이 된다.

## 분류
부비에붉은콜로부스는 1887년 알퐁스 트레모 드 로슈브륀가 세네감비의 동물(Faune de Sénégambie)에서 처음 기재했다. 오랫동안 이 종은 페넌트콜로부스의 아종으로 간주했으며 Procolobus pennantii ssp. bouvieri로 명명했다. 2007년 콜린 그로브스는 부비에붉은콜로부스를 별도의 종으로 재분류했다. 그로브스는 필리오콜로부스(Piliocolobus)를 완전한 속으로 간주했지만, 다른 저자들은 이를 올리브콜로부스속(Procolobus)의 아속으로 간주한다. 그리고 부비에붉은콜로부스에 학명 필리오콜로부스 부비에리(Piliocolobus bouvieri)를 부여했다.

## 보전 상태
IUCN가 2008년과 2016년 평가에서 부비에붉은콜로부를 "멸종 가능성이 있음"이라는 메모와 함께 심각한 위기종으로 분류했다. 1970년대 이후 야생에서 개체가 관찰되지 않았으며, 사냥과 서식지 감소로 인해 그 이후로 최소 80%의 개체가 사라진 것으로 추정된다. 2000년대에 피터(F. Petter)와 빈센트( F. Vincent)가 목격 가능성을 보고했지만, 목격 장소는 이전에 알려진 서식지보다 상당히 남쪽에 있었기 때문에 확인할 수 없었다. 2019년 IUCN은 "알려진 지리적 분포 범위에는 현재 콩고 공화국 북부의 이전에 알려지지 않았던 개체군이 포함된다"는 점을 언급하며 심각 위기종에서 멸종 위기종으로 평가를 업데이트했지만, 조사가 강화되었음에도 불구하고 보고되는 개체가 드물다는 점도 언급했다.

## 재발견
2015년 2월, 벨기에의 리벤 데브리즈와 콩고 공화국의 가엘 엘리 그논도 고볼로는 부비에붉은콜로부스를 찾기 위한 탐험을 시작했다. 오완도 마을에서 출발한 탐험대원들은 은토쿠-피쿤다 국립공원의 보키바 강을 따라 이동하던 중 이 원숭이를 발견했다. 3월 3일 인디고고를 통해 이 발견을 발표했으며, 인디고고는 야생동물보호협회와 함께 탐험 기금을 모금했다. 4월, 탐험대원들은 나무 위에 있는 어미와 새끼의 모습을 담은 최초의 사진을 공개했다. 부비에붉은콜로부스는 이전에는 1800년대 후반과 1900년대 초 사이에 수집된 소수의 박물관 표본을 통해서만 과학자들에게 알려졌지만, 보키바 강 지역 주민들에게는 알려져 있었다. 2021년 5월 WWF 조사관 야프 반 데르 바르데는 비디오로 원숭이를 포착했다.